# Eva Potiguara
Evanir de Oliveira Pinheiro, também conhecida como Eva Potiguara, é uma pesquisadora, escritora e artista audiovisual brasileira, de etnia potiguara. Em 2023, foi uma das vencedoras do Prêmio Jabuti, na categoria Fomento à Leitura. Nasceu em Natal-RN, no dia 08 de fevereiro de 1966.

## Biografia
A ancestralidade materna de Eva Potiguara vem do Brejo Paraibano, da aldeia Potiguara. Do lado paterno, suas origens estão em Goianinha, no agreste do Rio Grande do Norte, e também em Rio Tinto, Paraíba, fronteira com Baía Formosa, todas estas regiões tradicionalmente habitadas pelos potiguaras. Segundo a escritora, a troca do sobrenome pelo qual é conhecido, de "Potiguar" (gentílico dos nascidos no Rio Grande do Norte) para "Potiguara", deve-se ao fato de que o primeiro é uma "invenção branca":
Eu não sou apenas comedora de camarão como disse Câmara Cascudo, sou uma mulher indígena.
Eva Potiguara graduou-se em Artes plásticas em 1990, pela Universidade Federal do Rio Grande do Norte (UFRN). Na mesma instituição, obteve mestrado (2006) e doutorado (2011) em Educação. É membro imortal da Academia de Letras do Brasil, Seccional de Campos dos Goytacazes, Rio de Janeiro. É professora titular do Instituto de Educação Superior Presidente Kennedy, dentre inúmeras atividades vinculadas à educação.

## Obras
- Aby Ayala Membyra Nhe'Engara: cânticos de uma filha da terra (poesia, 2022)
- Álbum Guerreiras da Ancestralidade do Mulherio das Letras Indígenas (antologia, 2022)